# Motorola 68030

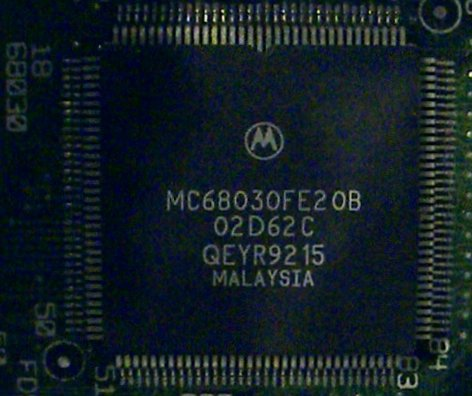
Motorola 68030 en la placa madre de un Apple Macintosh IIsi.

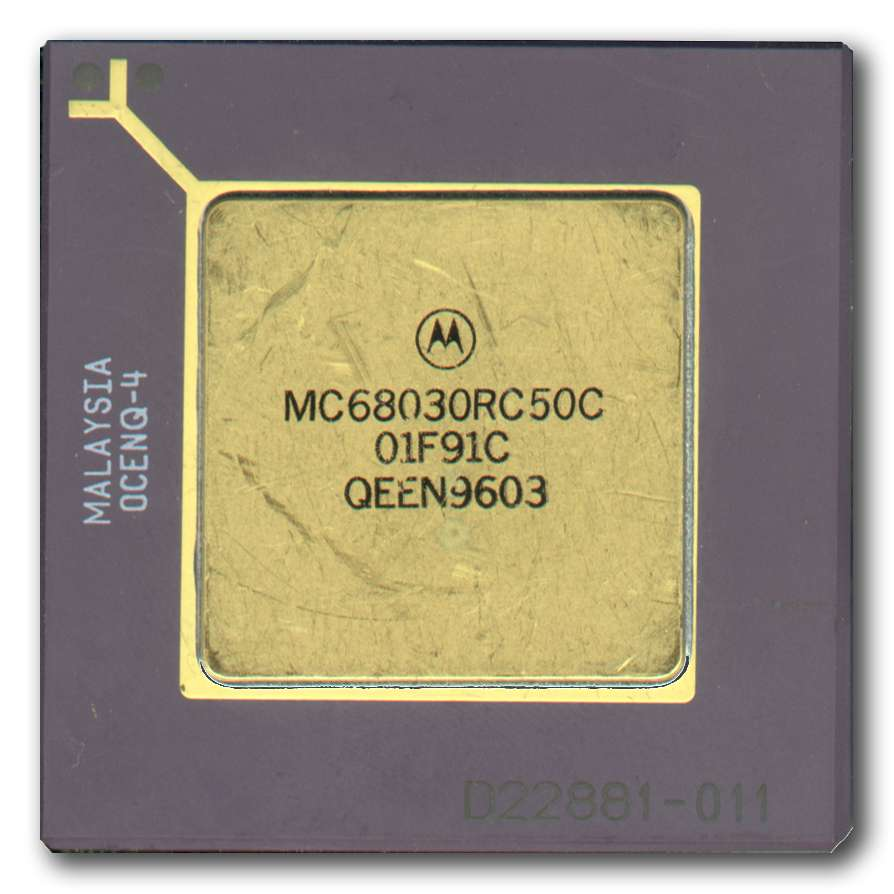
68030 en encapsulado PGA.

## 68030
El Motorola 68030 es un microprocesador de 32 bits de la familia Motorola 68000. Lanzado en 1987, el 68030 fue el sucesor del Motorola 68020, y fue sucedido por el Motorola 68040. Continuando el esquema habitual de nombrado de Motorola, esta CPU es llamada habitualmente 030.
El 68030 incluye una caché en el chip dividida en 256 bytes para instrucciones y otros 256 bytes para datos. También posee una MMU. Admite ser asistido por la FPU 68881 o la más rápida 68882.
Como microarquitectura, el 68030 no es interesante, ya que es básicamente un núcleo 68020 con una caché de datos añadida, la cual no incrementa mucho las prestaciones, y una reducción en el tamaño. Motorola usó la reducción del procesador para incluir más hardware en el chip. En este caso fue la MMU, compatible con el 68851. En relación con la velocidad del reloj, el 68030 no se diferencia en prestaciones del 68020 del que deriva. El proceso mejorado de fabricación sin embargo permitió a Motorola escalar el reloj hasta los 50 MHz. La versión EC alcanzó los 40 MHz.
El 68030 fue usado en muchos modelos de Apple Macintosh Macintosh IIx, en algunos Amiga, en los NeXT Cube y en los descendientes del Atari ST, como el Atari TT y el Falcon.

## 68EC030
El 68EC030 es una versión de bajo coste del 68030, diferenciándose por la ausencia de una MMU integrada. Fue usada como CPU en un modelo de Amiga 4000 y en algunas tarjetas aceleradoras para los Amiga. También es usada en la serie 2500 de routers de Cisco Systems, un sistema de gama media de interconexión de redes.